# 毛叶紫菀木
毛叶紫菀木（学名：Asterothamnus poliifolius）为菊科紫菀木属下的一个种。

## 扩展阅读
- 維基物種上的相關：毛叶紫菀木